# 1997 în jocuri video
Acest articol prezintă evenimente importante legate de jocuri video din anul 1997. Vezi și istoria jocurilor video.

## Evenimente
În 1997, au apărut mai multe sequel-uri și prequel-uri în jocurile video, cum ar fi  Final Fantasy VII, Castlevania: Symphony of the Night, GoldenEye 007, Star Fox 64, Tomb Raider II, Ultima Online sau Virtua Striker 2, împreună cu titluri noi ca Everybody's Golf, I.Q.: Intelligent Qube, PaRappa the Rapper, Oddworld: Abe's Oddysee, Gran Turismo, Diablo, Grand Theft Auto sau Fallout.
Cea mai vândută consolă de jocuri video din întreaga lume a fost PlayStation de la Sony, pentru al doilea an consecutiv, fiind totodată cea mai vândută consolă în Japonia pentru prima dată (depășind Game Boy și Sega Saturn). Cel mai bine vândut joc video pentru acasă din întreaga lume a fost Final Fantasy VII de la Squaresoft pentru PlayStation, în timp ce jocurile arcade cu cele mai mari încasări ale anului în Japonia au fost Virtua Fighter 3 și Print Club 2 de la Sega. 

### Companii
Companii noi: 2015 Games, 4D Rulers Software, Inc., 4HEAD Studios, Bungie, Conspiracy Entertainment, Crave Entertainment, Human Head Studios, Irem, Irrational Games, Warthog PLC
- Activision achiziționează CentreSoft Ltd. și Raven Software
- Electronic Arts Inc. achizitioneaza Maxis

### Reviste
În 1997, au apărut 12 numere ale revistei Computer Gaming World.
În septembrie, Vogel Publishing Romania a lansat prima revistă din România de jocuri video cu denumirea LEVEL INTERNATIONAL GAMES MAGAZINE. La apogeu, a fost cea mai mare revistă de jocuri pe calculator din România, cu un tiraj de 21.000 de exemplare pe număr și 79.000 de cititori pe număr. LEVEL România a avut suișuri și coborâșuri în cei peste un deceniu de activitate.